# Політика безпеки мережі
Політика безпеки мережі (англ. Network security policy; NSP) — загальний документ, який визначає правила доступу до комп'ютерної мережі, визначає, як застосовується політика, та викладає основну архітектуру середовища безпеки компанії / мережі. Сам документ, як правило, складається з кількох сторінок і написаний комітетом. Політика безпеки виходить далеко за рамки простої ідеї «тримати поганих хлопців». Це дуже складний документ, призначений для керування доступом до даних, звичками вебперегляду, використанням паролів та шифрування, вкладеннями електронної пошти тощо. Вона визначає ці правила для окремих осіб або груп осіб у всій компанії.
Політика безпеки повинна зберігати зловмисних користувачів, а також здійснювати контроль над потенційними ризикованими користувачами у вашій організації. Першим кроком у створенні політики є розуміння того, яка інформація та послуги доступні (і до яких користувачів), які потенційні можливості для заподіяння шкоди, а також чи існує будь-яка захист, щоб запобігти неправильному використанню.
Крім того, політика безпеки повинна визначати ієрархію дозволів доступу; тобто надавати користувачам доступ лише до того, що необхідно для завершення своєї роботи.
Під час написання документа про захист, хороший початок може бути досягнутий за допомогою шаблону. Національний інститут стандартів і технологій надає директиву з політики безпеки.
Політика може бути виражена як сукупність інструкцій, які можуть бути зрозумілими спеціальним мережевим апаратним забезпеченням, призначеним для захисту мережі.